# NGC 4786
NGC 4786 (другие обозначения — MCG -1-33-46, PGC 43922) — эллиптическая галактика (E) в созвездии Дева.
Этот объект входит в число перечисленных в оригинальной редакции «Нового общего каталога».
В галактике вспыхнула сверхновая SN 2002cf типа Ia, её пиковая видимая звездная величина составила 17,0.